# 埃米特斯鎮區 (明尼蘇達州倫維爾縣)
埃米特斯鎮區（英語：Emmet Township）是位於美國明尼蘇達州倫維爾縣的一個行政鎮區。

## 歷史
埃米特斯鎮區於1870年成立，得名自愛爾蘭民族主義者罗伯特·埃米特（Robert Emmet）。

## 地方資料
埃米特斯鎮區的面積為90.15平方千米，皆為陸地。根據2020年美國人口普查的數據，當地共有人口178人，而人口密度為每平方千米1.97人。